# Viktor Lutze
Viktor Lutze, né le 28 décembre 1890 à Bevergen et mort le 2 mai 1943 près de la ville de Potsdam, est un officier (Obergruppenführer) de la SA dont il prit le commandement après la nuit des Longs Couteaux comme  SA-Stabschef (chef d'état-major de la SA), Adolf Hitler restant nominalement le chef de la SA comme Oberster SA-Führer.

## Biographie

### Engagement dans la SA
Il s’engage dans l’armée allemande en 1912 et combat pendant la Première Guerre mondiale, au cours de laquelle il perd l'œil gauche. Il quitte l’armée en 1919 avec le rang d’officier.
Il s’affilie au Parti nazi dès 1922 et rejoint la SA l’année suivante.
Aux côtés d’autres militants nationalistes comme Albert Leo Schlageter, il participe au Ruhrkampf, la lutte armée contre les troupes belges et françaises qui occupent la Ruhr à la suite du retard apporté par la République de Weimar pour payer les réparations imposées à l’Allemagne par le traité de Versailles.
En 1928, il est nommé SA-Oberführer pour la Ruhr, et en 1930, il est élu député au Reichstag.
Sa carrière progresse au sein de la SA : en 1933 il est promu SA Obergruppenführer et organise à Hanovre la terreur à l’égard des opposants politiques. Après l’accession des nazis au pouvoir, il accède au poste de chef de la police de Hanovre, puis, le 25 mars 1933 à celui de haut président de la province de Hanovre.

### Chef des SA
Après l’assassinat d’Ernst Röhm lors de la nuit des Longs Couteaux, Viktor Lutze lui succède en tant que chef d’état-major de la SA, notamment pour le récompenser d’avoir rapporté les propos séditieux de Röhm à Rudolf Hess puis au général Walter von Reichenau. Lutze dirige une SA marginalisée au profit de la SS et qui a perdu toute indépendance et toute influence politique.
En novembre 1938, sous les ordres de Lutze, la SA fait preuve, pour la dernière fois, de capacité à faire régner la terreur en prenant part aux pogroms contre la population juive d’Allemagne lors de la nuit de Cristal.
En avril 1941, à sa demande, il est déchargé de sa fonction de haut président.

### Décès
Il trouve la mort dans un accident de la route près de Potsdam, le 2 mai 1943. La théorie selon laquelle son véhicule aurait été saboté n’est étayée par aucune source.
Ses funérailles ont lieu à la chancellerie du Reich, en présence d’Adolf Hitler qui lui décerne l'Ordre allemand à titre posthume le 7 mai 1943.
Son successeur est Wilhelm Schepmann.